# Ligia baudiniana
Ligia baudiniana är en kräftdjursart som beskrevs av H. Milne Edwards 1840. Ligia baudiniana ingår i släktet Ligia och familjen gisselgråsuggor.
Artens utbredningsområde är Bermuda. Inga underarter finns listade i Catalogue of Life.